# Italie du Nord
 (avril 2012).
Améliorez-le ou discutez des points à vérifier. 
 (avril 2012).
Si vous disposez d'ouvrages ou d'articles de référence ou si vous connaissez des sites web de qualité traitant du thème abordé ici, merci de compléter l'article en donnant les références utiles à sa vérifiabilité et en les liant à la section « Notes et références ».
Pour les articles homonymes, voir Italie (homonymie).
Ne doit pas être confondu avec Padanie ou Italie continentale.
L'Italie du Nord
(en italien : Italia settentrionale, Norditalia, Alta Italia, Italia del nord ou simplement Nord)
est la partie septentrionale de l'Italie.
Elle n'est pas officiellement définie par l'administration italienne, mais est très généralement considérée par le public, italien ou étranger, comme formée de deux groupes de régions du pays : 
1. l'Italie nord-occidentale, qui comprend les régions de la Vallée d'Aoste, la Ligurie, la Lombardie et le Piémont ;
2. l'Italie nord-orientale, qui comprend les régions d'Emilie-Romagne, du Frioul-Vénétie Julienne, du Trentin-Haut-Adige et de la Vénétie.

## Géographie
La plus grande partie de l'Italie du Nord est occupée par le bassin du Pô, vaste plaine qui va du pied de l'Apennin à celui des Alpes et est parcourue par les deux plus longs fleuves du pays, le Pô et l'Adige.
Le Pô, de sa source  sur le Monte Viso à son débouché dans l'Adriatique, à plus de 350 km à vol d'oiseau, reçoit toutes les eaux qui descendent de l'Apennin vers le nord et une bonne part de celles qui descendent des Alpes vers le sud. 

## Économie
L'Italie du Nord est la région la plus développée et productive de l'Italie et la première partie du pays à s'être industrialisée, lors de la dernière moitié du XIXe siècle. Le triangle industriel est formé par les centres de fabrication de Milan et de Turin et le port de Gênes. 
Avec un PIB estimé en 2007 de 834 700 000 000 €, le Nord de l'Italie compte près de 54 % de l'économie nationale.